# Comunicación no violenta

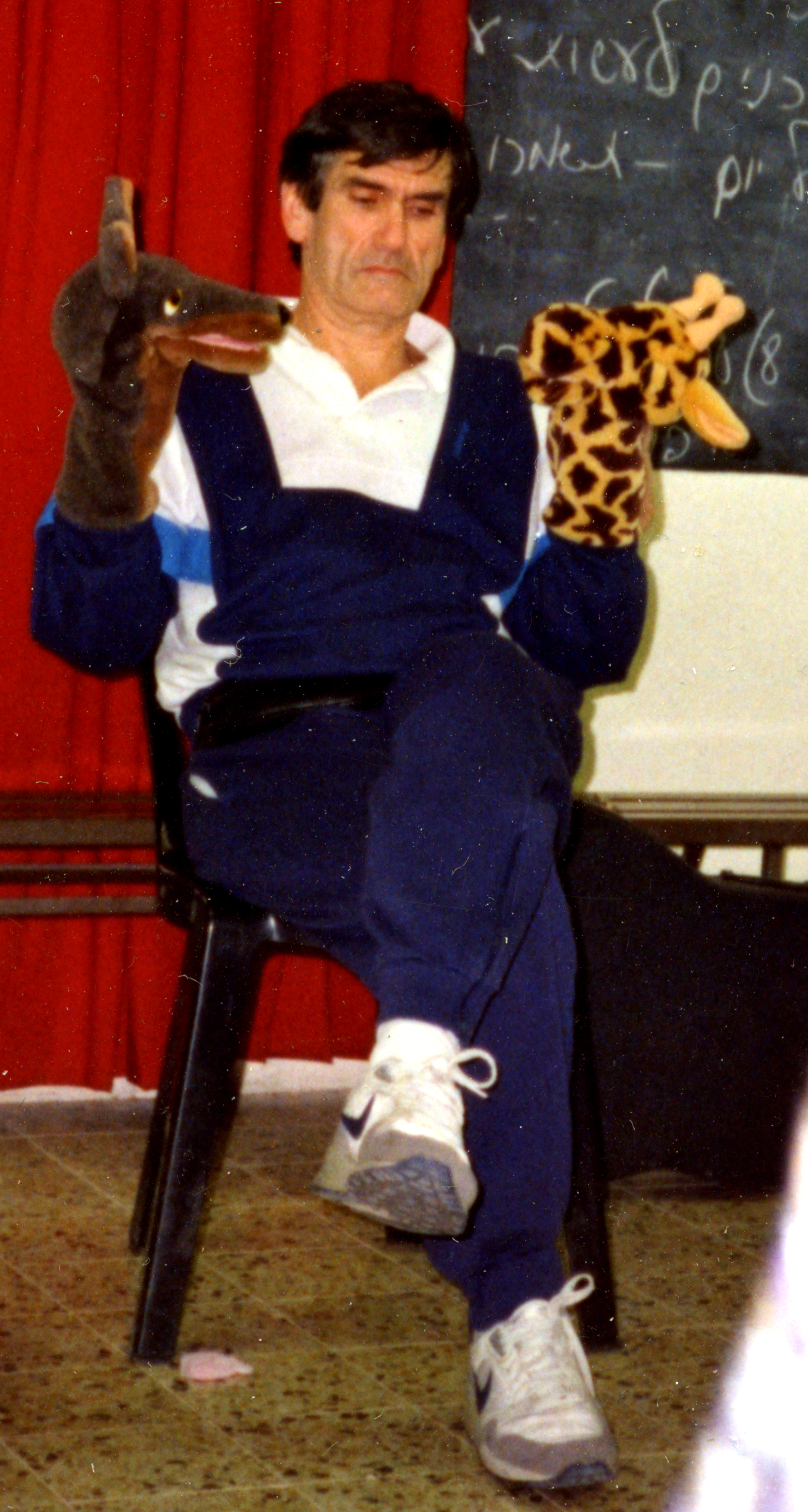
Marshall Rosenberg dando un taller de comunicación no violenta (1990).

Comunicación no violenta (abreviada como CNV, también llamada comunicación compasiva o comunicación colaborativa) es un proceso de comunicación desarrollado por Marshall Rosenberg a inicios de los años sesenta. Se enfoca en tres aspectos: auto empatía (definida como una profunda y compasiva percepción propia experiencia interior), empatía (entender y compartir una emoción expresada por otro) y auto expresión honesta (definida como expresarse auténticamente de una forma que haga más probable que surja la compasión de los demás).
La comunicación no violenta se basa en la idea de que todos los seres humanos tienen la capacidad de compasión, y solamente recurren a la violencia o al comportamiento que daña a otros cuando no reconocen estrategias más efectivas para satisfacer sus necesidades. Hábitos del pensamiento y el habla que conducen al uso de violencia (psicológica y física) son aprendidos a través de la cultura. La teoría de la CNV supone que todo comportamiento humano se deriva de intentos de satisfacer necesidades humanas universales, y que estas necesidades jamás están en conflicto. Por el contrario, el conflicto surge cuando chocan las estrategias para satisfacer dichas necesidades. La CNV propone que si las personas pueden identificar sus necesidades, las necesidades de los demás y los sentimientos que rodean a estas necesidades, se puede lograr la armonía.
Mientras que la CNV es ostensiblemente enseñada como un proceso de comunicación diseñado para mejorar la conexión compasiva con los demás, también ha sido interpretada como una práctica espiritual, un sistema de valores, una práctica para la crianza de los hijos, un método educativo y una cosmovisión. 

## Aplicaciones
La CNV ha sido aplicada en entornos organizacionales y de negocios, crianza de los hijos, educación, mediación, psicoterapia, cuidado de la salud, trastornos alimenticios, prisiones y como una base para libros infantiles, entre otros contextos.
Rosenberg dice que ha usado la Comunicación no violenta en programas de paz y en zonas conflictivas, incluyendo Ruanda, Burundi, Nigeria, Malasia, Indonesia, Sri Lanka, Colombia, Serbia, Croacia, Irlanda y el Medio Oriente, incluyendo los Territorios Palestinos Ocupados.

## Historia y desarrollo
De acuerdo con la biografía de Rosenberg, del sitio web del Centro para la Comunicación no violenta (CNVC por sus siglas en inglés), el entrenamiento en la Comunicación no violenta evolucionó a partir de su búsqueda de un camino para diseminar rápidamente habilidades para establecer la paz. El CNVC dice que la CNV emergió del trabajo que Rosenberg estaba realizando con activistas de los derechos civiles a principios de los años sesenta, y que durante este periodo también medió entre estudiantes que causaron disturbios y administradores de una universidad, y trabajó para la desegregación pacífica en escuelas públicas de regiones con una larga historia de segregación.
Una tesis de maestría hecha por Marion Little (2008) dice que las raíces del modelo de la CNV se desarrollaron a finales de los años sesenta, cuando Rosenberg estaba trabajando en la integración racial en escuelas y organizaciones del Sur de Estados Unidos. La primera versión del modelo (observaciones, sentimientos y deseos orientados a la acción) era parte de un manual de entrenamiento que Rosenberg preparó en 1972. Para 1992, el modelo había evolucionado hasta su forma presente (observaciones, sentimientos, necesidades y peticiones). El diálogo entre Rosenberg, colegas y entrenadores de CNV continuó influenciando al modelo, el cual, a finales de los años 2000, le dio más importancia a la auto empatía como una clave para la efectividad del modelo. Otro cambio de énfasis, a partir de los años 2000, ha sido referirse al modelo como un proceso. De esta manera, se enfoca menos en los "pasos" y más en la intención del practicante al hablar ("¿es la intención conseguir que los demás hagan lo que uno quiere, o fomentar relaciones más significativas y satisfacción mutua?"), escuchar ("¿es la intención preparar lo que uno tiene que decir, o extender el sentir, la atención respetuosa al otro?") y la calidad de conexión experimentada con los demás .
Además, de acuerdo con la tesis de Little, el trabajo de Rosenberg con Carl Rogers en la investigación de los componentes de una relación favorable fue central para el desarrollo de la CNV. Rogers enfatiza: 1) el aprendizaje experiencial, 2) la "franqueza sobre el estado emocional propio", 3) la satisfacción de escuchar a los demás "de una forma que resuene para ellos", 4) la experiencia enriquecedora y alentadora de la "escucha creativa, activa, sensible, precisa y empática", 5) el "profundo valor de congruencia entre la experiencia interior, la percepción consciente y la comunicación propia" y, con posterioridad, 6) la experiencia animadora de recibir amor y aprecio incondicionalmente y extender lo mismo.
Little dice que Rosenberg recibió influencia de Erich Fromm, George Albee y George Miller para adoptar un enfoque comunitario de su trabajo, alejándose de la práctica clínica psicoanalítica. Las ideas centrales que influenciaron este cambio fueron: 1) la salud mental individual depende de la estructura social de la comunidad (Fromm), 2) los terapistas, por su cuenta, son incapaces de satisfacer las necesidades psicológicas de una comunidad (Albee) y 3) el conocimiento sobre el comportamiento humano incrementará si la psicología es libremente dada a la comunidad (Miller).
De acuerdo con Little, los primeros trabajos de Rosenberg con niños con dificultades de aprendizaje muestran su interés en la psicolingüística y el poder del lenguaje, así como su énfasis en la colaboración. En su desarrollo inicial, el modelo de la CNV reestructuró la relación pupilo-maestro para dar a sus estudiantes mayor responsabilidad y toma de decisiones relacionadas con su aprendizaje. El modelo ha evolucionado a través de los años para incorporar relaciones de poder institucional (es decir, policía-ciudadano, jefe-empleado) y relaciones informales (es decir, hombre-mujer, rico-pobre, adulto-joven, padre-hijo). El objetivo último es desarrollar relaciones sociales basadas en un paradigma restaurativo, de asociación y respeto mutuo, en lugar de un paradigma retributivo basado en el miedo y dominación.
Little también dice que Rosenberg identifica a Mahatma Gandhi como una inspiración para el modelo de la CNV, y que la meta de Rosenberg era desarrollar un proceso práctico para la interacción basado en la filosofía de Ahimsa, la cual Little traduce como "el desbordante amor que surge cuando toda animadversión, ira y odio han amainado del corazón".
Para mostrar las diferencias en los estilos de comunicación, Rosenberg comenzó a usar dos animales. La comunicación violenta es representada por el carnívoro Chacal como un símbolo de agresión y, especialmente dominación. La herbívora Jirafa, por otro lado, representa la estrategia de la CNV. La Jirafa fue escogida como un símbolo de la CNV porque su cuello largo supone representar al hablante clarividente, ser consciente de las reacciones de sus compañeros hablantes y simplemente porque la Jirafa es el mamífero terrestre con el corazón más grande, representando el lado compasivo de la CNV. En sus cursos, Rosenberg tiende a usar estos animales para mostrar claramente a la audiencia las diferencias en la comunicación.

## Teoría de la CNV

### Visión general

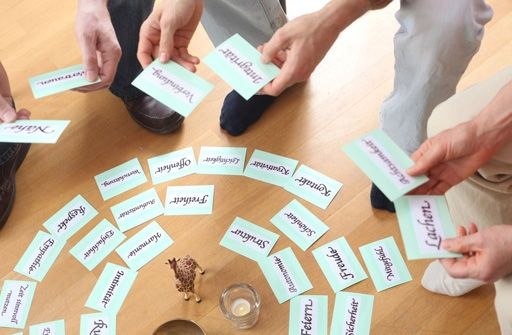
Cartas con las necesidades humanas básicas en las manos de participantes de un grupo de ejercicio.

La Comunicación no violenta sostiene que la mayoría de los conflictos entre individuos o grupos surge de la mala comunicación de sus necesidades humanas, debido al lenguaje coactivo o manipulativo cuyo objetivo es inducir miedo, culpa, vergüenza, etc. Estos "violentos" modos de comunicación, cuando son usados en un conflicto, desvían la atención de los participantes lejos de clarificar sus necesidades, sentimientos, percepciones y peticiones, perpetuando así el conflicto. 
Marshall Rosenberg, el fundador de la Comunicación no violenta, publicó numerosos materiales de entrenamiento para ayudar en los esfuerzos de traer un cambio social radical. Estaba preocupado en transformar las "estructuras de dominación y pandillas" a través del método que él llama "pedir, pedir, pedir". Sugirió que los activistas del cambio social se pueden enfocar en ganar acceso a aquellos en el poder para "pedir, pedir, pedir" cambios que mejorarán la vida de todos, incluso los poderosos . Escribió sobre la necesidad del uso protector de la fuerza, distinguiéndola del uso punitivo de la fuerza.

### Teorías
Los entrenadores de la CNV caracterizan las asunciones subyacentes de la CNV como las siguientes:
1. Todos los seres humanos comparten las mismas necesidades
2. Nuestro mundo ofrece recursos suficientes para cubrir las necesidades básicas de todos
3. Todas las acciones son intentos de satisfacer necesidades
4. Los sentimientos apuntan a las necesidades satisfechas o no satisfechas
5. Todos los seres humanos tienen la capacidad de compasión
6. Los seres humanos disfrutan dando
7. Los seres humanos satisfacen necesidades a través de relaciones independientes
8. Los seres humanos cambian
9. La elección es interna
10. El camino más directo a la paz es a través de la auto conexión

### Intenciones
Los entrenadores también dicen que practicar la CNV involucra tener las siguientes intenciones:
- Vivir con el corazón abierto

1. Auto compasión
2. Expresar desde el corazón
3. Recibir con compasión
4. Priorizar la conexión
5. Moverse más allá de lo "correcto" e "incorrecto" al usar evaluaciones basadas en las necesidades

- Elección, responsabilidad y paz

1. Asumir la responsabilidad de nuestros sentimientos
2. Asumir la responsabilidad de nuestras acciones
3. Vivir en paz con necesidades no satisfechas
4. Incrementar la capacidad de satisfacer necesidades
5. Incrementar la capacidad de estar en el momento presente

- Compartir el poder (asociación)

1. Interesarse por igual por las necesidades de todos
2. Usar la fuerza mínimamente y para proteger, en lugar de usarla para educar, castigar o conseguir lo que queremos sin consentimiento

### Comunicación que bloquea la compasión
Rosenberg dice que ciertas formas de comunicación tienden a alienar a las personas de la experiencia de compasión: ( capítulo 2)
- Juicios moralistas que implican incorrección o maldad por parte de personas que no actúan en armonía con nuestros valores. Culpa, insultos, humillaciones, etiquetas, criticismo, comparaciones y diagnósticos son formas de juicios. (Los juicios moralistas no deben confundirse con los juicios de valor en cuanto a las cualidades que valoramos). El uso de juicios moralistas está caracterizado por una forma impersonal de expresarse que no requiere revelar lo que sucede dentro de uno. Esta forma de hablar resulta en que "nuestra atención se enfoca en clasificar, analizar y determinar niveles de incorrección, en lugar de enfocarse en lo que nosotros y los demás necesitamos y no estamos obteniendo".
- Demandas que implícita o explícitamente amenazan a los escuchas con culpa o castigo si no las cumplen.
- Negación de la responsabilidad a través de un lenguaje que obscurece la percepción de la responsabilidad personal. Se dice que negamos la responsabilidad de nuestras acciones cuando atribuimos su causa a: vagas fuerzas impersonales ("tenía que"), nuestra condición, diagnóstico, historia personal o psicológica, las acciones de otros, los dictados de una autoridad, presión de un grupo, políticas institucionales, reglas y regulaciones, roles de género, roles sociales o impulsos incontrolables.
- Hacer comparaciones entre las personas.
- Una premisa de merecer, que ciertas acciones ameritan recompensa mientras que otras ameritan castigo.

### Cuatro componentes
Rosenberg invita a practicantes de CNV a enfocar su atención en cuatro componentes:
- Observación: los hechos (lo que vemos, oímos o tocamos) son distintos a nuestras evaluaciones de significado e importancia. La CNV desalienta las generalizaciones estáticas. Se dice que "Cuando combinamos la observación con la evaluación, los demás son aptos para escuchar criticismo y resistir lo que estamos diciendo". En lugar de eso, se recomienda un enfoque de observaciones específicas en tiempo y contexto. ([29] capítulo 3).
- Sentimientos: emociones o sensaciones, libres de pensamiento e historia. Estos se distinguen de los pensamientos (por ejemplo, "siento que no recibí un trato justo") y palabras coloquialmente usadas como sentimientos, pero que transmiten lo que pensamos que somos (por ejemplo, "inadecuado"), cómo pensamos que los demás nos evalúan (por ejemplo, "insignificante") o lo que creemos que los demás nos están haciendo (por ejemplo, "malentendiendo", "ignorando"). Los sentimientos reflejan si experimentamos que nuestras necesidades están satisfechas o no. Identificar sentimientos nos permite conectar más fácilmente los unos con los otros, y "permitirnos ser vulnerables al expresar nuestros sentimientos, puede ayudar a resolver conflictos". ([29] capítulo 4)
- Necesidades: las necesidades humanas universales se distinguen de las estrategias para satisfacerlas. Se postula que "Todo lo que hacemos es en servicio de nuestras necesidades".[30]
- Peticiones: petición por una acción específica, libre de demanda. Las peticiones se distinguen de las demandas en que uno está abierto a escuchar una respuesta de "no" sin que esto detone un intento de forzar el asunto. Si uno hace una petición y recibe un "no", se recomienda, no que uno se rinda, sino empatizar con lo que previene que la otra persona diga "sí" antes de decidir cómo continuar la conversación. Se recomienda que las peticiones usen un lenguaje claro, positivo y de acciones concretas. ([29] capítulo 6)

### Modos
Hay tres modos primarios de aplicar la CNV:
- Auto empatía involucra conectar de manera compasiva con lo que sucede dentro de nosotros. Esto tal vez involucre, sin culpa, notar pensamientos y juicios que estamos teniendo, notar nuestros sentimientos y lo más crítico, conectar con las necesidades que están afectándonos. ([30] Capítulo 4)
- Recibir empáticamente, en la CNV, involucra "conexión con lo que está vivo en las otras personas y lo que haría la vida maravillosa para ellas... No es un entendimiento de la cabeza, donde solamente comprendemos mentalmente lo que las otras personas dicen... Conexión empática es un entendimiento del corazón en el que vemos la belleza en las otras personas, la energía divina en las otras personas, la vida que está viva en ellas... No quiere decir que tenemos que sentir lo mismo que las otras personas. Eso es simpatía, cuando nos sentimos tristes de que las otras personas estén enojadas. No quiere decir que tengamos los mismo sentimientos; significa que somos con las personas... Si estas tratando mentalmente de entender a las otras personas, no estás presente con ellas". ([30] Capítulo 5) La empatía involucra "vaciar la mente y escuchar con todo nuestro ser". La CNV sugiere que, sin importar cómo se expresen las demás personas, nos enfoquemos en escuchar las observaciones, sentimientos, necesidades y peticiones subyacentes. Se sugiere que puede ser útil reflejar una paráfrasis de lo que otra persona ha dicho, destacando los componentes de la CNV implícitos en su mensaje, tales como sentimientos y necesidades que creas que tal vez están expresando. ([29] Capítulo 7)
- Expresarse honestamente, en la CNV, trae la probabilidad de involucrar la expresión de una observación, sentimiento, necesidad y petición. Una observación puede ser omitida si el contexto de la conversación es claro. Un sentimiento puede ser omitido si ya hay suficiente conexión,o el contexto es uno en el que no es probable que nombrar un sentimiento contribuya a la conexión. Se dice que nombrar una necesidad en adición a un sentimiento, hace menos probable que la gente piense que la estás haciendo responsable de tu sentimiento. De manera similar, se dice que hacer una petición en adición a nombrar una necesidad hace menos probable que la gente infiera una vaga demanda en lugar de abordar tu necesidad. Los componentes se enseñan de manera que trabajen juntos en sinergia. De acuerdo con el entrenador de CNV Bob Wentworth, "una observación establece el contexto, los sentimientos apoyan la conexión y nos sacan de nuestra cabeza, las necesidades apoyan la conexión e identifican lo que es importante, y una petición clarifica qué clase de respuesta disfrutarías. Usando estos componentes juntos, se minimizan las posibilidades de que la gente se pierda en especulaciones potencialmente desconectantes sobre lo que quieres de ella y por qué".[31]

## Investigación
La CNV carece de una "investigación analítica longitudinal" significativa, y pocos estudios han evaluado la efectividad de los programas de entrenamiento de CNV. Hasta la fecha, ha habido poca discusión sobre la CNV en textos académicos. La mayoría de la evidencia sobre la efectividad de la CNV es anecdótica o basada en apoyo teórico.
Juncadella produjo una revisión sistemática de investigación relacionada con el impacto de la CNV en el desarrollo de la empatía. Encontró que 13 estudios que satisfacen sus criterios de inclusión (tres fueron publicados en revistas revisadas por pares; diez fuero tesis no publicadas o reportes de investigación). Once de estos sugirieron un incremento en la empatía subsecuente a la aplicación de la CNV (cinco de estos con evidencia de significancia estadística) y dos no lo hicieron. Juncadella nota varias deficiencias en su revisión. Ninguno de los estudios que incluyó fueron aleatorizados y solo tres usaron instrumentos validados. Como resultado, usó un formato de revisión de síntesis narrativa, el cual "carece de precisión" pero permite resumir estudios de diferente tipo, tamaño, medidas de resultados y objetivos. Sugiere que la principal limitación de su revisión es que existe un número de estudios relevantes que no pudieron ser incluidos debido a la falta de disponibilidad. Sugiere que esto pudo haber alterado significativamente sus resultados. Finalmente, incluye la siguiente advertencia: "Debo mencionar el inevitable sesgo de subjetividad presente a través de la totalidad de la revisión. A pesar de los esfuerzos dirigidos a una ‘subjetividad disciplinada’... mis decisiones muestran un grado de incertidumbre e inexactitud nacidos por la tensión entre la débil evidencia de los estudios y mis propias convicciones sobre el modelo de la CNV". Su evaluación general de la investigación actual de la eficacia de la CNV para promover el desarrollo de la empatía, es que los resultados son prometedores, pero "necesitarían ser confirmados con más estudios que tengan diseños más fuertes y más medidas apropiadas". Nota que una gran deficiencia de la investigación existente es el "desajuste entre los constructos del modelo y las medidas validadas de empatía", y sugiere que instrumentos mejorados necesitan ser desarrollados para poner a prueba adecuadamente a la CNV.
A partir del 2013, se sabe que tesis de maestría y disertaciones de doctorado han puesto a prueba el modelo en muestras de un tamaño de 108 o más pequeñas, y generalmente han encontrado que el modelo es efectivo.
Allan Rohlfs, quien conoció a Rosenberg por primera vez en 1972 y fue un fundador del Centro para la Comunicación no violenta, explica así la escasez de literatura académica: 
Virtualmente todos los programas de resolución de conflictos tienen un entorno académico como fundamento y, por lo tanto, tienen estudios empíricos hechos por estudiantes graduados evaluando su eficacia. La CNV es notable por sus raíces. Marshall Rosenberg, Ph. D. (psicología clínica, Universidad de Wisconsin) viene de una práctica privada de tiempo completo en psicología clínica y consulta, no de un puesto académico. La CNV, su creación, es enteramente una organización de base, nunca tuvo, hasta hace poco, ninguna fundación ni fondos de subvención; se fundó, por el contrario, 100% por entrenamientos que fueron ofrecidos en talleres públicos alrededor del mundo... Datos empíricos están ahora llegando lentamente, a medida que investigadores independientes encuentran su propia financiación para conducir y publicar estudios empíricos con revisión por pares.
La tesis de Richard Bower (2012), actualizada a forma de libro por Bowers y Moffett (2012), afirma que la CNV has estado ausente de programas académicos debido a la falta de investigación sobre la base teórica para el modelo y la falta de investigación sobre la fiabilidad de resultados positivos. La tesis de Bower aborda la primera objeción a través de un análisis de teorías existentes que proveen soporte sólido para cada elemento del modelo (de mediación) de la CNV. Sin este entendimiento teórico, no sería claro qué aspectos del modelo de la CNV lo hacen funcionar o incluso si puede ser efectivamente aplicado por cualquiera aparte de Marshall Rosenberg. Este análisis teórico puede proveer un fundamento para una futura investigación empírica sobre la efectividad y fiabilidad del modelo.
Se ha reportado que la CNV ha sido elemento de un conjunto de intervenciones que han producido cambios dramáticos en establecimientos de enfermería psiquiátrica forense, en los que altos niveles de violencia son la norma. La CNV fue adoptada, en combinación con otras intervenciones, en un esfuerzo por reducir la violencia. Se reportó que las intervenciones redujeron indicadores clave de violencia un 90% sobre un periodo de tres años en una unidad de seguridad media, y alrededor de un 50% en un solo año en una unidad de máxima seguridad.
Un estudio de 2014 examinó los efectos de entrenamiento combinado de CNV y mindfulness en 885 presidiarios masculinos del Complejo Correccional de Monroe, en Monroe, Washington. Se encontró que el entrenamiento redujo la reincidencia de 37% a 21%, y se estimó que le ahorró al estado $5 millones por año en reducción de costos de encarcelamiento. Se encontró también que incrementó la ecuanimidad, redujo la ira y llevó a habilidades para tomar responsabilidad de los sentimientos propios, expresar empatía y hacer peticiones sin imponer demandas.
También se ha reportado que la CNV ha sido efectiva en reducir violencia doméstica. Participantes masculinos que se graduaron de un programa de intervención de abusadores basado en la CNV, en California, tuvieron un cero por ciento de reincidencia en 5 años, de acuerdo con las pertinentes oficinas de los Fiscales de Distrito. El informe de noticias contrastó esto con una tasa de reincidencia de 40% en 5 años, como reportó el Domestic Abuse Intervention Project, para graduados de su programa de intervención de abusadores basado en el Modelo Duluth, el cual había ofrecido previamente la tasa más baja de reincidencia de violencia doméstica.
Algunas recientes investigaciones parecen validar la existencia de necesidades humanas universales.

Bowers y Moffett proveen un estudio reflexivo del importante rol de la empatía y las necesidades humanas en la mediación, a través del desarrollo de un modelo teórico para explicar la efectividad de la mediación CNV. Los autores presentan teorías de necesidades humanas y la base para un núcleo común de necesidades. Discuten teorías que explican la importancia de entender necesidades humanas en el contexto de resolución de conflictos. Distinguen claramente necesidades humanas básicas de intereses (estrategias) y cómo el enfocarse en necesidades es un cambio de paradigma en el campo de resolución de conflictos. Más adelante, Bowers y Moffett presentan teorías de empatía
del trabajo pionero de Carl Rogers, Heinz Kohut y otros. La empatía se distingue de la simpatía y la escucha activa, apuntando cómo la palabra empatía es a menudo confundida en la literatura al usarla de manera intercambiable con estos otros dos términos. También examinan teorías de etapas sobre el desarrollo de la empatía, así como teorías constructivas del desarrollo relacionadas con la empatía. 

## Relación con la espiritualidad
Como Theresa Latini nota, "Rosenberg entiende a la CNV como una práctica espiritual fundamentalmente". Marshall Rosenberg, de hecho, ha descrito la influencia de su vida espiritual en el desarrollo y práctica de la CNV:
"Creo que es importante que la gente vea que la espiritualidad está en la base de la Comunicación no violenta, y que aprendan la mecánica del proceso con eso en mente. Es realmente una práctica espiritual que estoy tratando de mostrar como una forma de vida. Aun cuando no mencionamos esto, la gente es seducida por la práctica. Aun cuando practiquen esto como una técnica mecánica, empiezan a experimentar cosas entre ellos mismos y otras personas que no eran capaces de experimentar antes. Así que, eventualmente, llegan a la espiritualidad del proceso. Comienzan a ver que es más que un proceso de comunicación y se dan cuenta de que es en realidad un intento de manifestar cierta espiritualidad".
Rosenberg más adelante dice que desarrolló la CNV como una forma de "obtener consciencia de" lo que él llama la "Amada Energía Divina".
Algunos cristianos han encontrado a la CNV ser un complemento de su fe cristiana. Mucha gente ha encontrado a la Comunicación no violenta ser muy complementaria al budismo, tanto en teoría como en la manifestación de ideales budistas en práctica.

## Relación con otros modelos
Marion Little examina marcos de referencia teóricos relacionados con la CNV. El influyente modelo basado en intereses para la resolución de conflictos, negociación y mediación desarrollado por Fisher, Ury y Patton en el Harvard Negotiation Project en los años ochenta, parece tener un solapamiento conceptual con la CNV, aunque ningún modelo hace referencia al otro.: 31  Little sugiere a The Gordon Model for Effective Relationships (1970) como un probable precursor para ambos, la CNV y la negociación basada en intereses, basándose en similitudes conceptuales, si no es que en una prueba directa de conexión.: 35–41  Al igual que Rosenberg, Gordon había trabajado con Carl Rogers, así que las similitudes del modelo tal vez reflejan influencias comunes.: 35 
Suzanne Jones ve una diferencia sustancial entre la escucha activa, originada por Gordon, y la escucha empática, como la recomienda Rosenberg, en la medida en que la escucha activa involucra un paso específico para reflejar lo que un hablante dijo, para hacerle saber que estás escuchando, mientras que la escucha empática involucra un continuo escuchar tanto con el corazón como con la mente y estar completamente presente con la experiencia del otro, con el objetivo de comprender y empatizar con las necesidades del otro, el significado de la experiencia de la otra persona.
Gert Danielsen y Havva Kök notan un solapamiento entre las premisas de la CNV y las de la Teoría de las Necesidades Humanas (HNT por sus siglas en inglés), un modelo académico para el entendimiento de las fuentes de conflicto y el diseño de procesos de resolución de conflictos, con la idea de que "La violencia ocurre cuando ciertos individuos o grupos no ven otro camino para satisfacer sus necesidades o cuando necesitan entendimiento, respeto y consideración por sus necesidades".
Chapman Flack ve un solapamiento entre lo que Rosenberg avoca y el pensamiento crítico, especialmente la formulación de Bertrand Russell donde une amabilidad y pensamiento claro.
Martha Lasley ve similitudes entre el Focused Conversation Method, desarrollado por el Instituto de Asuntos Culturales (ICA por sus siglas en inglés), y los componentes de la CNV: observaciones, sentimientos, necesidades y peticiones, relacionándolos con las etapas objetiva, reflexiva, interpretativa y decisional del FCM.

## Respuestas
Hay poca crítica publicada sobre CNV. Algunos investigadores han notado que la CNV carece de evidencia basada más allá de las copiosas afirmaciones anecdóticas de efectividad y, similarmente, carece de discusión sobre la literatura de la base teórica del modelo.
Varios investigadores han intentado una evaluación exhaustiva de criticismos y debilidades de la CNV y juzgaron desafíos significativos en su aplicación. Esto presenta un espectro de problemas potenciales, desde lo práctico hasta lo teórico, e incluye preocupaciones reunidas de participantes de estudio e investigadores.
La dificultad de usar la CNV, así como los peligros de su mal uso, son preocupaciones comunes. El modelo de cuatro pasos de la CNV es visto como problemático por un número de razones:
- la noción de observaciones imparciales ha sido criticada porque múltiples interpretaciones de eventos y comportamientos son comunes;
- la gente tal vez no entienda sus propios sentimientos y necesidades, y por lo tanto expresarlas puede ser desafiante, si no es que imposible;
- el modelo a menudo ocasiona que la gente se sienta incómoda y requiera mayor confianza en los demás de lo que es típico encontrar en interacciones cotidianas;
- el proceso de parafrasear e intentar adivinar la identidad de los sentimientos de la otra persona puede ser desagradable para algunos;
- las demandas de exitosamente hacer peticiones de acciones positivas usando un lenguaje apropiado de CNV es desalentadora y requiere de un nivel de inversión de tiempo y reflexión no disponible en las interacciones de la mayoría de la gente.

En adición, Bitschnau y Flack encuentran un paradójico potencial de violencia en el uso de CNV, ocasionado por su uso no cualificado. Bitschnau posteriormente sugiere que es improbable que el uso de la CNV permita a todos expresar sus sentimientos y tener sus necesidades satisfechas en la vida real, pues esto requeriría tiempo excesivo, paciencia y disciplina. Aquellos que son hábiles en el uso de la CNV tal vez desarrollen prejuicios contra aquellos que no lo son, y prefieran conversar sólo entre ellos mismos. 
Oboth sugiere que la gente tal vez esconda sus sentimientos en el proceso de empatía, subvirtiendo la no violencia de la comunicación.
La inversión masiva de tiempo y esfuerzo en el aprendizaje del uso de la CNV ha sido notada por un número de investigadores.
Chapman Flack, al revisar un video de entrenamiento de Rosenberg, encuentra la presentación de ideas clave como "fascinante" y las anécdotas "humildes e inspiradoras", nota la "belleza de su trabajo" y su "diestro y atento pensamiento" cuando interactúa con su audiencia. Aun así, Flack se pregunta qué hacer con los aspectos de la presentación de Rosenberg, tales como su aparente "mala opinión sobre el lugar del pensamiento" y su construcción sobre la explicación de Walter Wink sobre el origen de nuestra forma de pensar. Para Flack, algunos elementos de lo que Rosenberg dice parecen respuestas fáciles en desacuerdo con la desafiante y compleja imagen ofrecida de la historia de la naturaleza humana, literatura y arte.
Flack nota una distinción entre el "fuerte sentido" de comunicación no violenta como una virtud que es posible con cuidado y atención, y el "débil sentido", un mímica de esto nacida entre el ego y la prisa. El sentido fuerte ofrece un lenguaje para examinar el pensamiento y acciones propias, apoya el entendimiento, trae lo mejor de uno a la comunidad y honra las emociones. En el sentiR débil, uno tal vez toma el lenguaje como reglas y las usa para anotar puntos de debate, etiquetar a otros para obtener beneficios políticos o insistir en que otros se expresen de la misma forma. Aunque se preocupa de que algo de lo que Rosenberg dice pueda llevar al sentido débil, Flack ve evidencia que confirma que Rosenberg entiende el sentido fuerte en la práctica. El trabajo de Rosenberg con los asistentes de los talleres demuestra "lo real". Aun así, Flack advierte que "la tentación del sentido débil no estará ausente". Como un antídoto, Flack aconseja "ser conservador en lo que hagas, ser liberal en lo que aceptas de otros" (también conocido como el principio de robustez) y mantener la guardia ante la "metamorfosis de la comunicación no violenta en sutil violencia hecha en su nombre".
La profesora Ellen Gorsevski de la Universidad Estatal de Bowling Green, al evaluar el libro de Rosenberg "Comunicación no violenta: un lenguaje de compasión" (1999) en el contexto de retórica geopolítica, afirma que "la relativa fuerza del individuo es vastamente sobrestimada mientras que el elemento clave de la violencia estructural es casi completamente ignorada".
PuddleDancer Press reporta que la CNV ha sido avalada por una variedad de figuras públicas.
Sven Hartenstein ha creado una serie de dibujos animados burlándose de la CNV.

## Organizaciones
El Centro para la Comunicación no violenta (CNVC por sus siglas en inglés) fundado por Marshall Rosenberg, ha registrado los términos NVC (CNV), Nonviolent Communication (Comunicación no violenta) y Compassionate Communication (Comunicación compasiva), entre otros, con propósitos de claridad y marca.
El CNVC certifica entrenadores que desean enseñar la CNV de manera alineada con el entendimiento del CNVC de los procesos de la CNV. El CNVC también ofrece entrenamientos por parte de entrenadores certificados.
Algunos entrenamientos en Comunicación no violenta son ofrecidos por entrenadores patrocinados por organizaciones Archivado el 31 de enero de 2012 en Wayback Machine. consideradas como alineadas con, pero sin tener una relación formal con, el Centro para la Comunicación no violenta fundado por Marshall Rosenberg. Algunos de estos entrenamientos son anunciados a través del CNVC. Han surgido numerosas organizaciones de CNV alrededor del mundo, muchas de ellas con enfoques regionales.

## Artículos sobre CNV
- Atlee, T. "Thoughts on Nonviolent Communication and Social Change." Co-intelligence Institute.
- Kabatznick, R. and M. Cullen (2004) "The Traveling Peacemaker: A Conversation with Marshall Rosenberg." Archivado el 24 de julio de 2014 en Wayback Machine. Inquiring Mind, Fall issue.
- Moore, P. (2004) "NonViolent Communication as an Evolutionary Imperative-The InnerView of Marshall Rosenberg" Alternatives, Issue 29, Spring.
- Simons, G. (2003) "Review of Nonviolent Communication" Archivado el 18 de septiembre de 2013 en Wayback Machine. SIETAR Europa Newsletter, November.
- Sauer, M. (2004) "Expert on conflict resolution believes nonviolence is in our nature" San Diego Union-Tribune, 14 de octubre de 2004.
- van Gelder, S. (1998) "The Language of Nonviolence" Yes Magazine, Summer 1998

## Lecturas posteriores
- Atlee, T. "Thoughts on Nonviolent Communication and Social Change." Co-intelligence Institute.
- Kabatznick, R. and M. Cullen (2004) "The Traveling Peacemaker: A Conversation with Marshall Rosenberg." Archivado el 24 de julio de 2014 en Wayback Machine. Inquiring Mind, Fall issue.
- Latini, T. (2009). Nonviolent Communication: A Humanizing Ecclesial and Educational Practice. Journal of Education & Christian Belief.
- Moore, P. (2004) "NonViolent Communication as an Evolutionary Imperative-The InnerView of Marshall Rosenberg" Alternatives, Issue 29, Spring.
- Sauer, M. (2004) "Expert on conflict resolution believes nonviolence is in our nature" San Diego Union-Tribune, October 14, 2004.
- van Gelder, S. (1998) "The Language of Nonviolence" Yes Magazine, Summer 1998
- Kashtan, Miki (2012) “Nonviolent Communication: Gandhian Principles for Everyday Living”, Satyagraha Foundation for Nonviolence Studies, April 2012
- Kashtan, Miki (2010-ongoing), blog about applying NVC The Fearless Heart by the co-founder of Bay Area Nonviolent Communication.